# Chrysler VIP

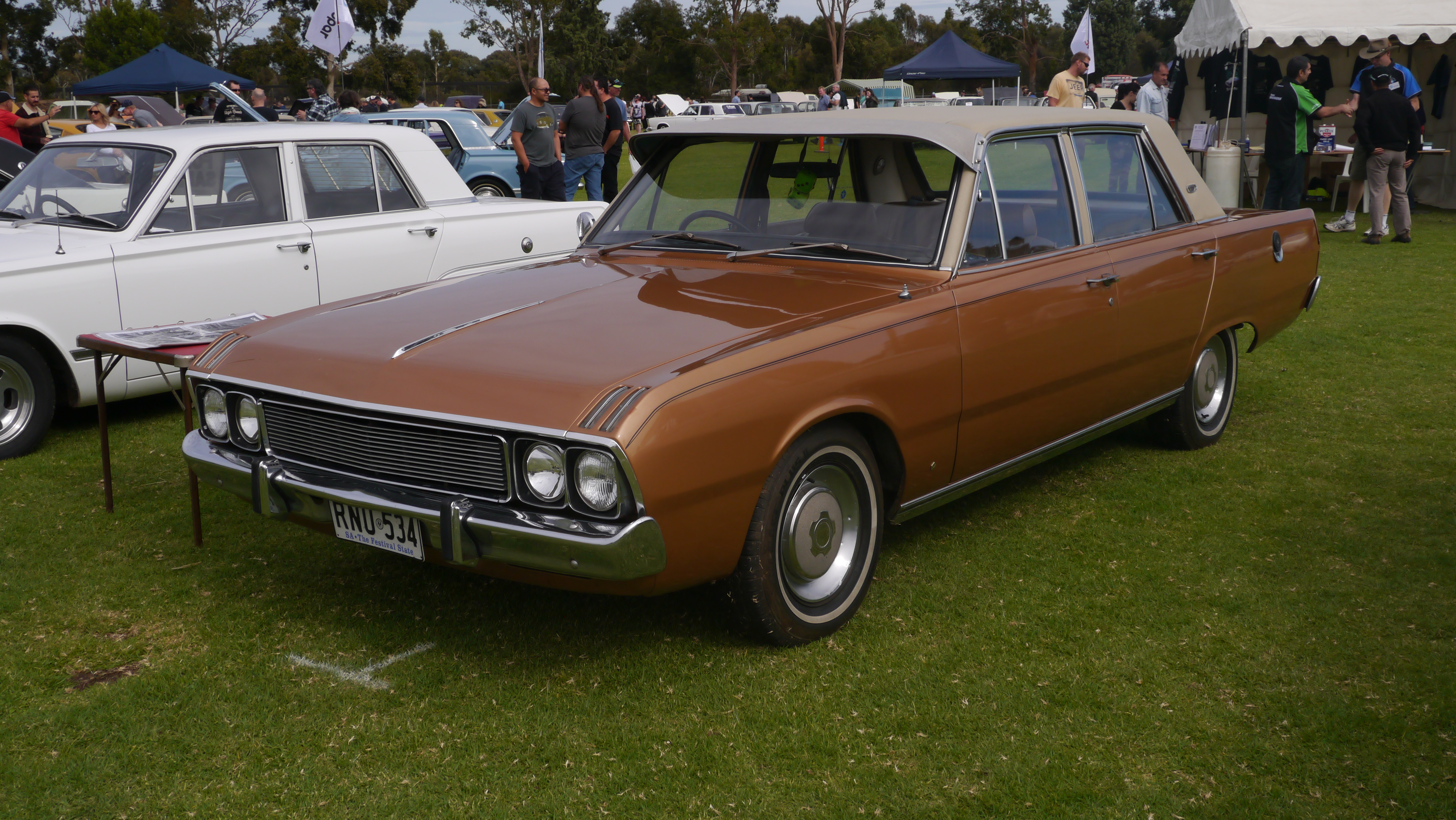
Une Chrysler VIP VG

La Chrysler VIP est une automobile produite par Chrysler Australia de 1969 à 1971. Il s'agit d'une variante de luxe à empattement allongé de la Chrysler Valiant développée en Australie.

## Chrysler Valiant V.I.P. VE
Avant l'introduction de la Chrysler VIP, Chrysler Australia avait utilisé le nom VIP sur la Chrysler Valiant V.I.P. , introduite en 1967 comme modèle haut de gamme de la gamme Valiant Série VE. La Valiant V.I.P. était offerte en versions berline 4 portes et break Safari et était équipée d'un moteur V8 de 4,5 litres. La Valiant V.I.P. VE a remplacé la Valiant VC V8 haut de gamme sortante, mais avec le moteur V8 désormais en option sur la gamme de modèles VE et n'étant plus réservé à la spécification supérieure, le changement de nom a été déclenché. Les berlines et breaks VIP VE utilisaient les mêmes trois bandes horizontales chromées sur les protections arrière que la berline Valiant VC V8
Les freins à disque et la direction assistée étaient des équipements standard sur les deux styles de carrosserie de la VIP VE. De plus, la familiale Safari a reçu une fenêtre de hayon à commande électrique.

## Chrysler VIP VF
La Chrysler VIP Série VF a été introduite en mai 1969 et a été commercialisée sous le nom de «VIP by Chrysler» sans le nom Valiant. Elle était destinée à combler une lacune dans la gamme Chrysler Australie entre la Chrysler Valiant et la Dodge Phoenix et elle était en concurrence directe avec deux autres véhicules de luxe de conception australienne, la Ford Fairlane et l'Holden Brougham. Bien que basée sur la Chrysler Valiant Série VF, la VIP avait un empattement de 100 mm plus long à 2850 mm. Elle était également plus grande, plus chère et plus luxueuse que l'ancien modèle. Les différences visuelles par rapport à la berline Valiant VF comprenaient quatre phares plutôt que deux, des feux arrière différents, une lunette arrière unique et un toit en vinyle fortement rembourré. Contrairement à sa prédécesseur, la VIP VF n'était disponible qu'en berline 4 portes.
La VIP était offerte avec, selon le choix de l'acheteur, un moteur Slant-6 225 pouces cubes de 3,7 L ou d'un moteur V8 «Fireball» LA-series 318 pouces cubes de 5,2 L. La boîte automatique TorqueFlite à 3 vitesses de Chrysler était de série avec l'un ou l'autre des moteurs. La direction assistée coaxiale et les freins à disque avant étaient en option avec les moteurs six cylindres et de série avec le V8.

## Chrysler VIP VG

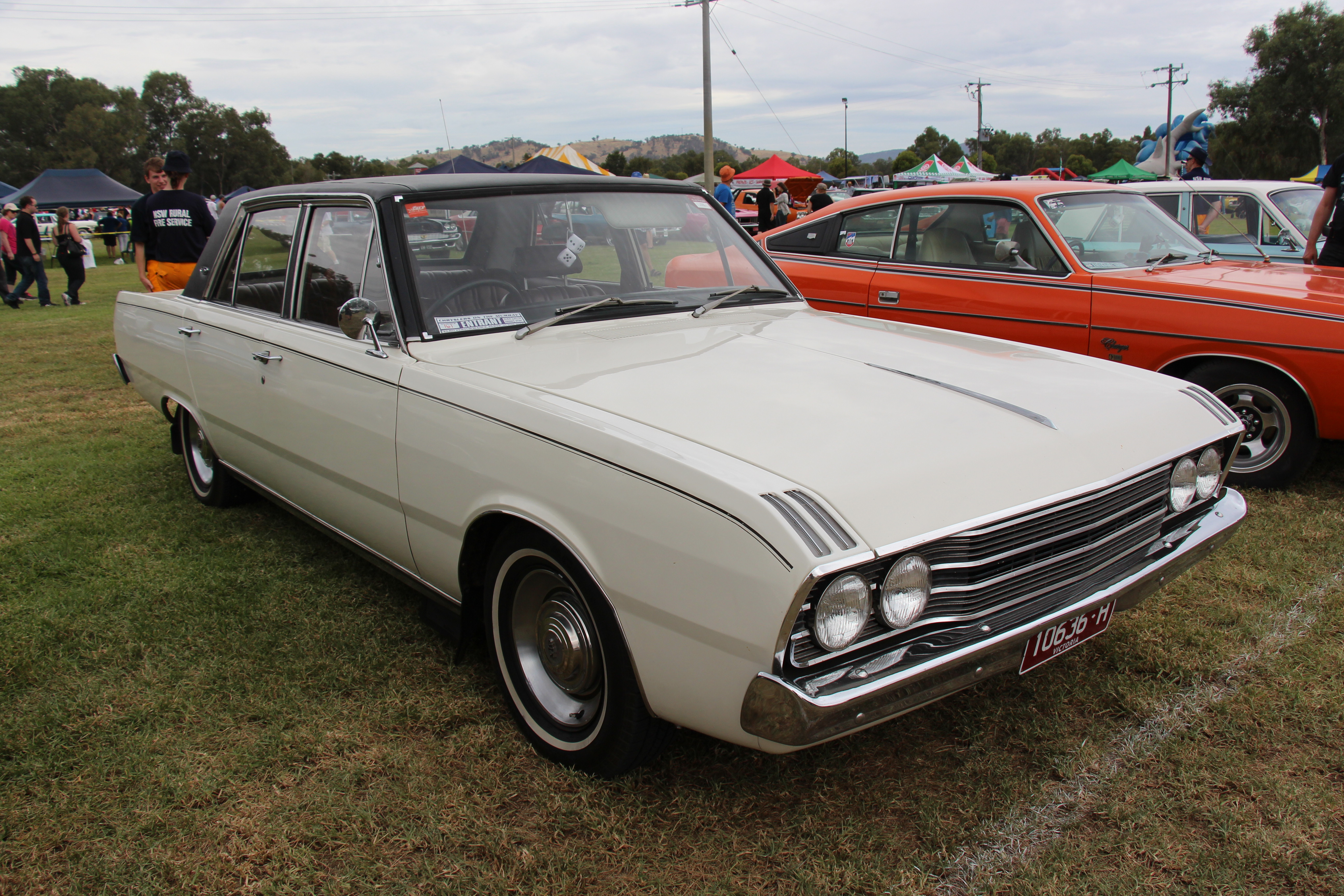
Chrysler VIP Série VF.

Une Chrysler VIP Série VG reliftée a été introduite en 1970, remplaçant le modèle VF. Un Hemi-6 245 pouces cubes de 4,0 L a remplacé le Slant-6 225 pouces cubes de 3,7 L et le V8 «Fireball» 318 pouces cubes de 5,2 L est resté une option. La VIP VG a été la première voiture de fabrication australienne à être équipée de la climatisation de série.

## Remplacement
La Chrysler VIP Série VG a été remplacée par la Chrysler by Chrysler en novembre 1971.